# Pseudosymmachia tuberculifrons
Pseudosymmachia tuberculifrons är en skalbaggsart som beskrevs av Shuhei Nomura 1977. Pseudosymmachia tuberculifrons ingår i släktet Pseudosymmachia och familjen Melolonthidae. Inga underarter finns listade i Catalogue of Life.